# Santa Magdalena de Fígols
Santa Magdalena de Fígols és una església del municipi de Montmajor (Berguedà) situada a Gargallà. És sufragània de Sant Andreu de Gargallà. al municipi de Montmajor, el Berguedà. L'església de Santa Magdalena de Fígols està situada al costat de la masia de Fígols, a Gargallà. A prop de l'accés a aquest nucli de Montmajor des de la carretera B-420 entre Cardona i Montmajor, a l'altra banda de la carretera s'agafa un desviament per arribar-hi. En l'actualitat s'hi celebra missa dues vegades l'any, el dilluns de Pasqua, quan s'hi celebra la festa de Sant Sadurní i el dia de Santa Magdalena, el juliol. És una obra protegida com a bé cultural d'interès local.

## Descripció

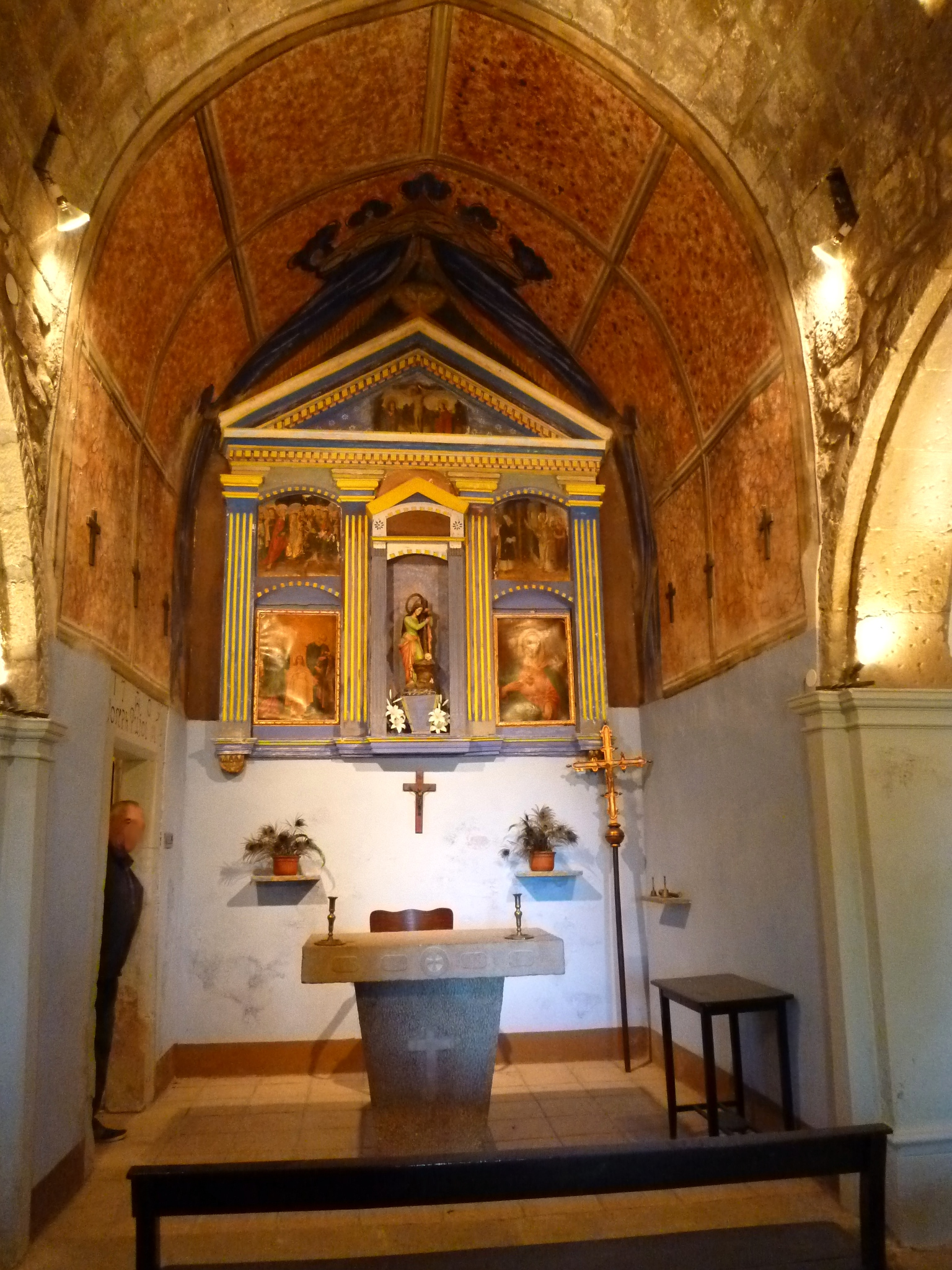
Presbiteri

L'església és d'origen romànic però ha patit modificacions posteriors i forma part de la masia de Fígols. El temple és petit i té algunes construccions adossades que no deixen veure del tot l'edifici. Té una sola nau i la porta està a la banda occidental. Està coberta per una volta apuntada i no té absis. L'interior està ben conservat i el punt d'arrencada de la volta està ornamentat amb una petita cornisa difícil de veure per la calç que cobreix les parets. La porta és d'arc de mig punt, té dovelles grans i està datada del 1689. Aquesta façana té un campanar d'espadanya que té dues finestres d'arc de mig punt fets amb dovelles petites. El 1709 el propietari va ampliar l'edifici i hi va posar capelles laterals i la sagristia.
L'interior del temple té el presbiteri decorat i un altar modern neoclàssic i trossos de taules policromades sobre la vida de Sant Sadurní d'un retaule antic de finals del gòtic. Es conserva una làpida que era de l'anterior cementiri que estava situat al sud del temple perquè els ossos que s'hi conservaven es van traslladar al cementiri de Gargallà després dels incendis de 1994.

## Història
Abans que fos advocada a Santa Magdalena, l'església va tenir advocació a Sant Sadurní i en els seus orígens depenia del monestir de Santa Maria de Ripoll, després que Guifré el Pilós en fes la donació per tal de repoblar el territori de frontera juntament amb Sorba i Gargallà per a reforçar la zona entre els castells de Cardona i Casserres al voltant de l'any 1000. El 1003 el comte Oliba fou cedit a Ripoll juntament amb l'església de Sant Andreu de Gargallà.
Entre el 1312 i el 1315 l'església ja tenia capellà i cementiri, tot i que segurament depenia de Sant Andreu de Gargallà. Tot i que no se sap quan va canviar de patró per Santa Magdalena o Sant Josep, el 1715, aquest encara era Sant Sadurní, però es creu que aquest podria ser quan l'amo de la masia de Torrabadella va fer un benefici a Santa Magdalena el 1769. Malgrat el bon estat de conservació general de l'edifici, l'església fou molt reformada als segles xvii i XVIII, quan, com a sufragària de Gargallà, tenia cura de les 10 cases de la seva rodalia.
El 1994 es va cremar una part de l'església durant els incendis forestals i els seus propietaris van restaurar-ne el porxo, la teulada i l'exterior. El 1998 es va proposar al ple municipal que Santa Magdalena de Fígols fou declarada BCIL, però encara no s'ha resolt l'expedient.